# هیئت وزیران
هیئت وزیران یا شورای وزیران نامی است که در برخی دولت‌ها به والاترین نهاد اجرایی داده می‌شود. این اصطلاح معمولاً معادل کلمهٔ «هیئت دولت» است. 
(شورای دولتی اصطلاحی مشابه است که ممکن است به هیئت دولت نیز اشاره داشته‌باشد) هیئت وزیران معمولاً از وزیرانی تشکیل می‌شود که مسئولیت وزارتخانه‌ای را بر عهده دارند و معمولاً رئیس هیئت وزیران (که معمولاً از آن به نخست‌وزیر یا رئیس‌الوزرا یا وزیر اعظم یا صدر اعظم تعبیر می‌شود) هدایت آن را بر عهده دارد.